# マルコ・アセンシオ
マルコ・アセンシオ（Marco Asensio, 1996年1月21日 - ）は、スペイン・パルマ・デ・マヨルカ出身のプロサッカー選手。パリ・サンジェルマンFC所属。スペイン代表。ポジションはミッドフィールダー、フォワード。

## 経歴

### 幼少期
スペイン・バイアレス諸島州マヨルカ島パルマでバスク人の父とオランダ人の母（2011年に他界）との間に生まれた。ファーストネームであるマルコは、マルコ・ファン・バステンのファンであった母親によってつけられた。
マヨルカ島最大の都市であるパルマ・デ・マヨルカから15 km離れたノバマジョルカでプレーしていたところスカウトの目に止まり、地元のマジョルカの下部組織に入団。

### マジョルカ
2006年、マジョルカの下部組織からキャリアが始まった。当時アセンシオの年齢で入るカテゴリーがなかったため、2歳年上の子供達に混じってプレーした。
幼少期から将来が嘱望されており、その頃からレアル・マドリードやバルセロナも注目していたと言われている。17歳となった2013年10月のセグンダ・ディビシオン、レクレアティボ・ウエルバ戦でトップチームデビュー。

#### レアル・マドリード
2014年12月、マヨルカ島出身のテニスプレイヤーであるラファエル・ナダルの進言もあり、レアル・マドリードに移籍。移籍金は約350万ユーロと報じられている。
2014-15シーズンはローンバックの形でそのままマジョルカに留まった。2015年8月4日に行われたアウディカップ2015のトッテナム戦で、67分にスペイン代表MFイスコとの交代でピッチに立ち、マドリードデビューを果たした。2015年8月20日、エスパニョールに1シーズンのローン移籍となった。

#### エスパニョール
2015年9月19日、第4節のレアル・ソシエダ戦で先発起用され、ラ・リーガデビューを果たすと、第5節のバレンシア戦でも先発出場。両試合でアシストを記録し、第8節のレアル・ベティス戦ではチームの3得点をすべてアシストするなど、初のラ・リーガでチャンスメイカーとして活躍した。

#### レアル・マドリード
2015-16シーズンでエスパニョールとの契約満了でレアル・マドリードに復帰し、プレーシーズンマッチで存在感を示す。その活躍が認められて、UEFAスーパーカップのセビージャ戦にスタメンとして出場、前半21分にミドルシュートでレアル・マドリードでの初ゴールを記録した。8月16日に入団セレモニーが行われた。
2016-17シーズン、チャンピオンズリーグ第3節のレギア・ワルシャワ戦でCL初出場。初得点も記録した。2017年4月18日、欧州CL・準々決勝のバイエルン・ミュンヘン戦では2ndレグで得点をして勝利に貢献した。2017年6月3日、欧州CL決勝のユヴェントス戦では途中出場からチームの4点目となるゴールを挙げ、史上初のCL連覇に貢献した。
2017年8月16日、スーペルコパ・デ・エスパーニャの第2戦で先発すると、バルセロナ戦で得点を挙げて優勝に貢献した。2018年2月18日、レアル・ベティスとの試合でレアル・マドリードの通算6,000得点目を記録した。

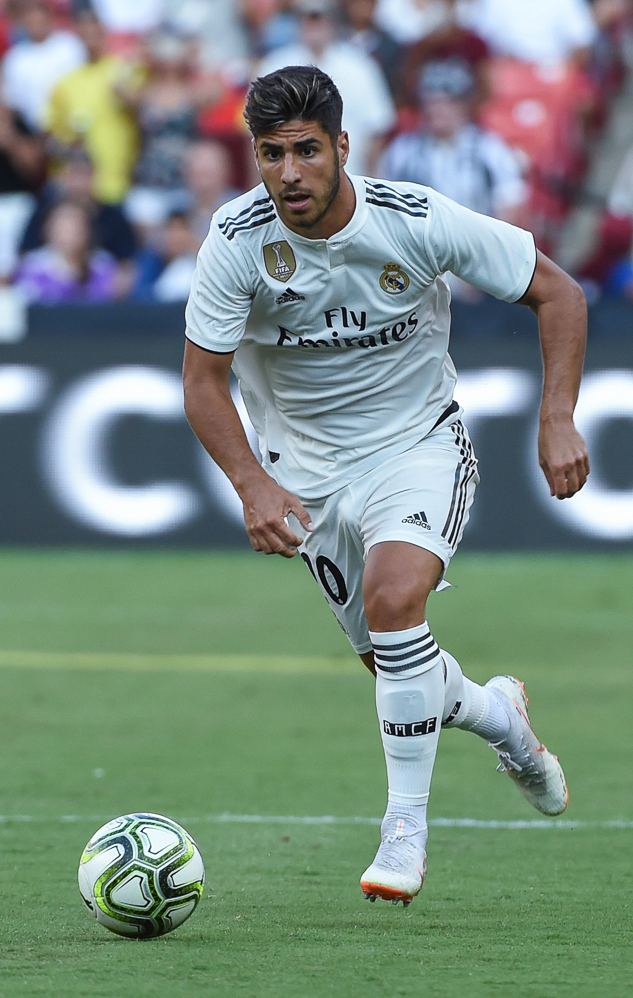
レアル・マドリードでのアセンシオ（2018年）

2018年9月29日に行われたリーガ・エスパニョーラ第7節のアトレティコ・マドリード戦で先発メンバーに名を連ね、フル出場。2016年8月9日のUEFAスーパーカップ、セビージャ戦でデビューしてから約2年2か月で通算100試合出場を達成した。
2019年7月23日、アーセナルとのプレシーズンマッチでピエール＝エメリク・オーバメヤンとの接触の際に左膝を負傷し、号泣しての負傷交代となった。プレシーズン開始前に行われたフィジカルテストではチーム1位となる結果を出し、この試合ではゴールを決めるなど好調だった矢先の出来事で、負傷退場の際にはチームメイトのアルバロ・オドリオソラが涙するなど、大きな衝撃が走った。試合終了直後から重傷説が囁かれていたが、検査の結果、左膝前十字靭帯断裂および外側半月板損傷の重症と発表された。8月7日に手術を受けたが、2019-20シーズンは絶望的と報じられた。一部では、同様の怪我により輝きを失った元レアル・マドリードのFWヘセ・ロドリゲスを引き合いに、選手生命が危ぶまれる程の大怪我との見解もあった。同年9月からリハビリを開始、2020年1月からはボールを使った練習を開始したと報じられ、回復次第ではシーズン終盤の復帰に光明が差した。当初ジダン監督やクラブはシーズン中の無理な起用は控える方針であったものの、新型コロナウイルス感染症の流行により3月上旬にはリーガ・エスパニョーラの一時中断。その期間も回復に充てられたため、5月中のチーム練習再開が報じられた。
2020年6月18日、バレンシア戦の後半29分から途中出場し復帰を果たした。その直後、フェルランド・メンディのクロスに復帰後ファーストタッチとなるボレーシュートでゴールを挙げた。この試合ではカリム・ベンゼマのゴールもアシストするなど復帰戦で途中出場ながら1ゴール1アシストの結果を残し、34回目のリーグ優勝を目指すチームの勝利に大きく貢献した。
2021年9月22日、マジョルカ戦でシーズン初のスタメン出場し、ハットトリックを達成した。
2023年6月3日、レアル・マドリードからの退団が発表された。

#### パリ・サンジェルマン
2023年7月6日、フランスのパリ・サンジェルマンに3年契約でフリー移籍。

#### アストン・ヴィラ
2025年2月4日、イングランドのアストン・ヴィラにシーズン終了までのローン移籍。2月22日、リーグ第26節のチェルシー戦で、移籍後初ゴールを含む2ゴールを記録した。

### 代表
2015年にギリシャで行われたU-19欧州選手権では、U-19スペイン代表の10番として攻撃を牽引。準決勝のフランス戦では、試合終盤に立て続けて2ゴールを記録しスペインを決勝に導いた。決勝では、グループステージで敗れたロシアと対戦して2-0と勝利し、3年ぶり7回目となる優勝に貢献した。
また母親がオランダ人ということでオランダ国籍も保有していることから、オランダ代表も招集を検討しているとも報じられていたが、本人はスペイン代表入りを希望しており、UEFA EURO 2016の予備メンバーに選出され、親善試合のボスニア・ヘルツェゴビナ戦に出場した。この時点ではまだオランダ代表入りも可能であったが、2016年9月5日に行われた2018 FIFAワールドカップ・ヨーロッパ予選の対リヒテンシュタイン戦で途中出場を果たし、FIFA主催の公式戦に出場したため、オランダ代表入りは消滅した。

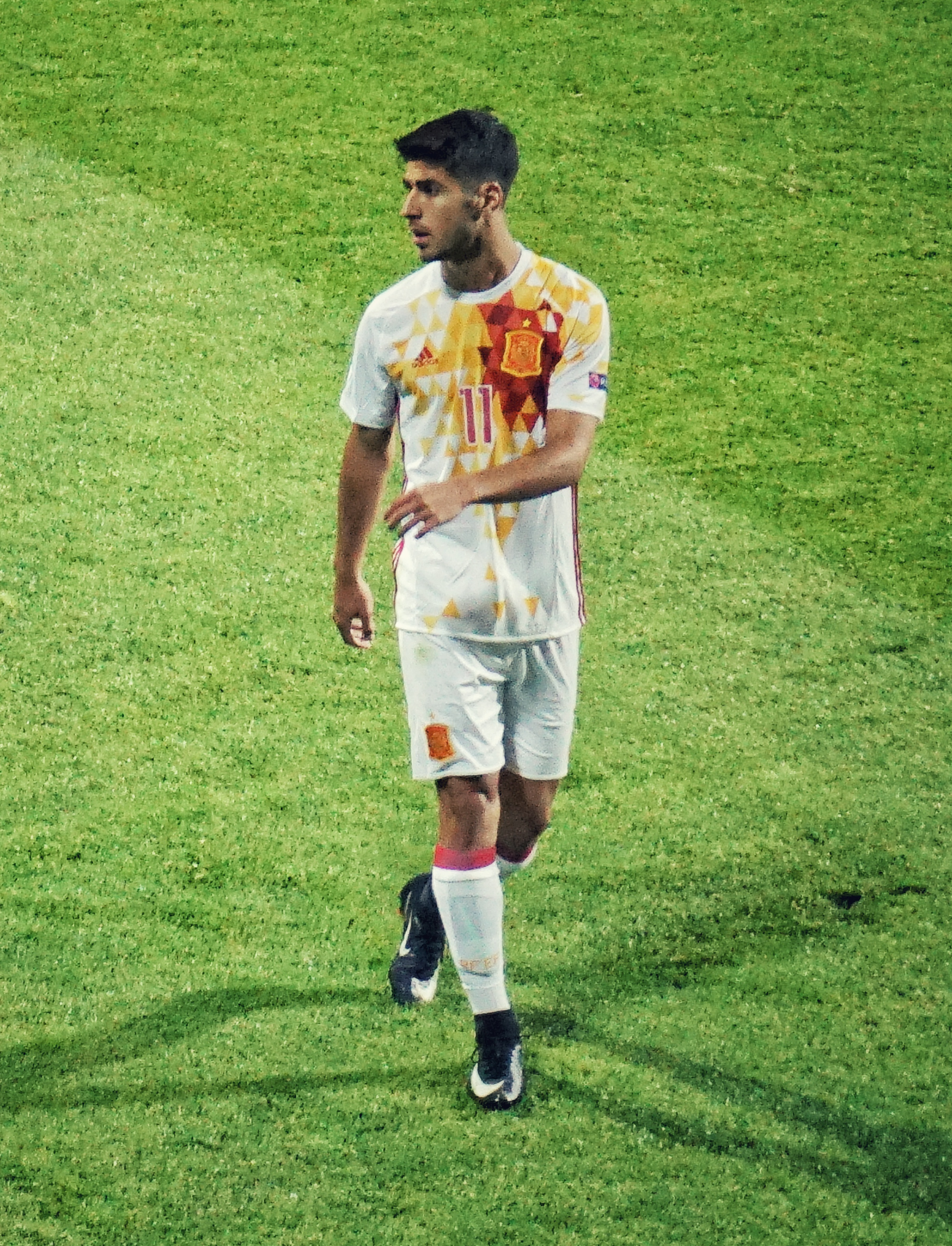
U-21欧州選手権でのアセンシオ（2017年）

2017年6月、U-21欧州選手権のメンバーに選出。6月21日、初戦のマケドニア戦ではハットトリックを達成し勝利に貢献した。その後もセルビア戦を除いてスターティングメンバーに選ばれた。大会での得点はマケドニア戦のみに終わったが、同郷のサウール・ニゲスに次ぐ得点ランキング2位タイ（ブルーマと同得点数）となった。
2018年、FIFAワールドカップのメンバーに選出され、3試合に出場。ラウンド16のロシア戦では相手のオウンゴールを誘発したが、PK戦の末敗退した。
9月11日のUEFAネイションズリーグ、クロアチア戦で代表初ゴールを記録した。
2021年、東京オリンピックにオーバーエイジ枠で出場した。準決勝の日本戦では延長後半10分にスローインの流れから決勝ゴールを決め、2000年シドニー五輪以来21年ぶりの決勝進出に大きく貢献した。チームは決勝でブラジルに延長戦の末に敗れたものの、2000年シドニー大会以来となる銀メダルを獲得した。
2022年11月11日、W杯カタール大会に臨むメンバーの1人に選ばれた。2010年大会以来の優勝を目指し、10番を背負ったアセンシオは全試合に出場、コスタリカ戦では1得点を記録した。ラウンド16にてモロッコにPK戦の末、敗れた。

## プレイスタイル
サイドミッドフィールダーやウイングをメインとしながらもトップ下やインサイドハーフといった中盤の攻撃的なポジションを広範囲でこなせ、チャンスメイクに長けている。また、代表では0トップ（偽9番）も務められるユーティリティプレイヤーであり、0トップの際にはストライカーとして振る舞わないが、どこにいても相手にプレッシャーを与えることを意識しているという。

## 個人成績

### クラブ
| 国内大会個人成績 | 国内大会個人成績   | 国内大会個人成績 | 国内大会個人成績 | 国内大会個人成績 | 国内大会個人成績 | 国内大会個人成績 | 国内大会個人成績 | 国内大会個人成績 | 国内大会個人成績 | 国内大会個人成績 | 国内大会個人成績 |
| 年度             | クラブ             | 背番号           | リーグ           | リーグ戦         | リーグ戦         | リーグ杯         | リーグ杯         | オープン杯       | オープン杯       | 期間通算         | 期間通算         |
| 年度             | クラブ             | 背番号           | リーグ           | 出場             | 得点             | 出場             | 得点             | 出場             | 得点             | 出場             | 得点             |
| スペイン         | スペイン           | スペイン         | スペイン         | リーグ戦         | リーグ戦         | 国王杯           | 国王杯           | オープン杯       | オープン杯       | 期間通算         | 期間通算         |
| ---------------- | ------------------ | ---------------- | ---------------- | ---------------- | ---------------- | ---------------- | ---------------- | ---------------- | ---------------- | ---------------- | ---------------- |
| 2013-14          | マジョルカ         | 38               | セグンダ         | 20               | 1                | 0                | 0                | -                | -                | 20               | 1                |
| 2014-15          | マジョルカ         | 27               | セグンダ         | 36               | 6                | 0                | 0                | -                | -                | 36               | 6                |
| 2015-16          | エスパニョール     | 25               | ラ・リーガ       | 34               | 4                | 3                | 0                | -                | -                | 37               | 4                |
| 2016-17          | レアル・マドリード | 20               | ラ・リーガ       | 23               | 3                | 6                | 3                | -                | -                | 29               | 6                |
| 2017-18          | レアル・マドリード | 20               | ラ・リーガ       | 32               | 6                | 5                | 2                | -                | -                | 37               | 8                |
| 2018-19          | レアル・マドリード | 20               | ラ・リーガ       | 30               | 1                | 5                | 3                | -                | -                | 35               | 4                |
| 2019-20          | レアル・マドリード | 20               | ラ・リーガ       | 9                | 3                | 0                | 0                | -                | -                | 9                | 3                |
| 2020-21          | レアル・マドリード | 11               | ラ・リーガ       | 35               | 5                | 1                | 0                | -                | -                | 36               | 5                |
| 2021-22          | レアル・マドリード | 11               | ラ・リーガ       | 31               | 10               | 2                | 1                | -                | -                | 33               | 11               |
| 2022-23          | レアル・マドリード | 11               | ラ・リーガ       | 31               | 9                | 5                | 0                | -                | -                | 36               | 9                |
| フランス         | フランス           | フランス         | フランス         | リーグ戦         | リーグ戦         | F・リーグ杯      | F・リーグ杯      | フランス杯       | フランス杯       | 期間通算         | 期間通算         |
| 2023-24          | PSG                | 11               | リーグ・アン     | 19               | 4                | -                | -                | 5                | 1                | 24               | 5                |
| 2024-25          | PSG                | 11               | リーグ・アン     | 12               | 2                | -                | -                | 0                | 0                | 12               | 2                |
| イングランド     | イングランド       | イングランド     | イングランド     | リーグ戦         | リーグ戦         | FLカップ         | FLカップ         | FAカップ         | FAカップ         | 期間通算         | 期間通算         |
| 2024-25          | アストン・ヴィラ   | 21               | プレミアリーグ   | 13               | 3                | 0                | 0                | 4                | 2                | 17               | 5                |
| 通算             | スペイン           | スペイン         | セグンダ         | 56               | 7                | 0                | 0                | -                | -                | 56               | 7                |
| 通算             | スペイン           | スペイン         | ラ・リーガ       | 225              | 41               | 27               | 9                | -                | -                | 252              | 50               |
| 通算             | フランス           | フランス         | リーグ・アン     | 31               | 6                | -                | -                | 5                | 1                | 36               | 7                |
| 通算             | イングランド       | イングランド     | プレミアリーグ   | 13               | 3                | 0                | 0                | 4                | 2                | 17               | 5                |
| 総通算           | 総通算             | 総通算           | 総通算           | 325              | 57               | 27               | 9                | 9                | 3                | 361              | 69               |

### 代表
| スペイン代表 | 国際Aマッチ | 国際Aマッチ |
| 年           | 出場        | 得点        |
| ------------ | ----------- | ----------- |
| 2016         | 2           | 0           |
| 2017         | 6           | 0           |
| 2018         | 12          | 1           |
| 2019         | 4           | 0           |
| 2020         | 2           | 0           |
| 2021         | 0           | 0           |
| 2022         | 9           | 1           |
| 2023         | 3           | 0           |
| 通算         | 38          | 2           |

#### ゴール
| #  | 年月日         | 開催地                                                      | 対戦国     | 勝敗 | 試合概要                               |
| -- | -------------- | ----------------------------------------------------------- | ---------- | ---- | -------------------------------------- |
| 1. | 2018年9月11日  | エスタディオ・マヌエル・マルティネス・バレーロ（ スペイン） | クロアチア | ○6-0 | UEFAネーションズリーグ2018-19・リーグA |
| 2. | 2022年11月23日 | アル・トゥマーマ・スタジアム（ カタール）                   | コスタリカ | ○7-0 | 2022 FIFAワールドカップ・グループE     |

## タイトル

### クラブ
レアル・マドリード
- プリメーラ・ディビシオン（2016-17, 2019-20, 2021-22）
- コパ・デル・レイ（2022-23）
- スーペルコパ・デ・エスパーニャ（2017, 2019-20, 2021-22）
- UEFAチャンピオンズリーグ（2016-17, 2017-18, 2021-22）
- UEFAスーパーカップ (2016, 2017, 2022)
- FIFAクラブワールドカップ（2016, 2017, 2018, 2022）[26][27]

### 代表
U-19スペイン代表
- U-19欧州選手権（2015）[16]

スペイン代表
- UEFAネイションズリーグ（2022-23）[28]

### 個人
- セグンダ・ディビシオン 月間最優秀選手（2014年10月）[29]
- ラ・リーガ 最優秀若手選手（2015-16）
- UEFA U-19欧州選手権 最優秀選手（2015）[30]
- UEFA U-21欧州選手権 ベストイレヴン（2017）[31]
- UEFA U-21欧州選手権 シルバーブーツ（2017）